# Historia de la Argentina entre 2003 y 2023
La historia de la Argentina entre 2003 y 2023 se ha caracterizado por la elección en cuatro oportunidades del peronismo-kirchnerismo (2003, 2007, 2011 y 2019) y una vez del macrismo-radicalismo (2015). Sobre el final del período sucedió la pandemia mundial por COVID-19 (2020/2021), cerrando con las elecciones presidenciales de 2023, en las que ganó un candidato liberal-libertario anarco-capitalista, por primera vez en la historia mundial.
El período se inició con la recuperación de la gran crisis de diciembre del 2001, causada por el estallido social debido a la convertibilidad económica entre el Peso Argentino y dólar estadounidense, dando paso al default de su deuda externa, generando así una enorme conmoción social, que puso a más de la mitad de la población bajo la línea de pobreza, con casi un tercio de desempleo y salarios licuados por la inflación. 

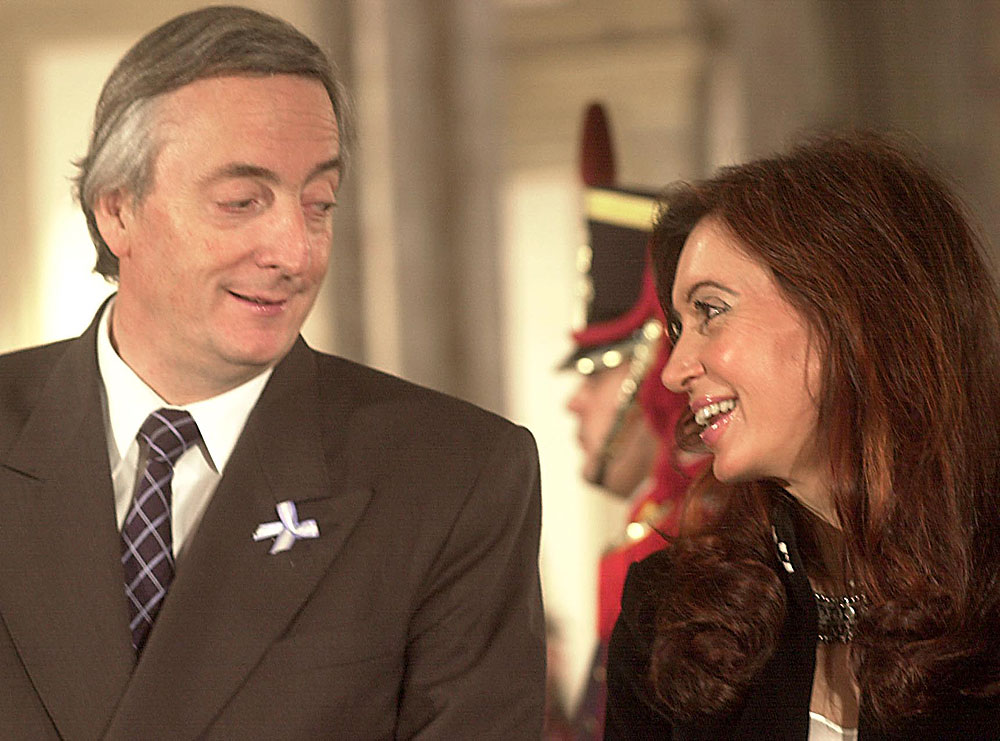
El peronista Néstor Kirchner fue elegido en 2003, inaugurando el ciclo conocido como kirchnerismo que sería continuado por Cristina Fernández de Kirchner, presidenta de la Nación entre 2007 y 2015.

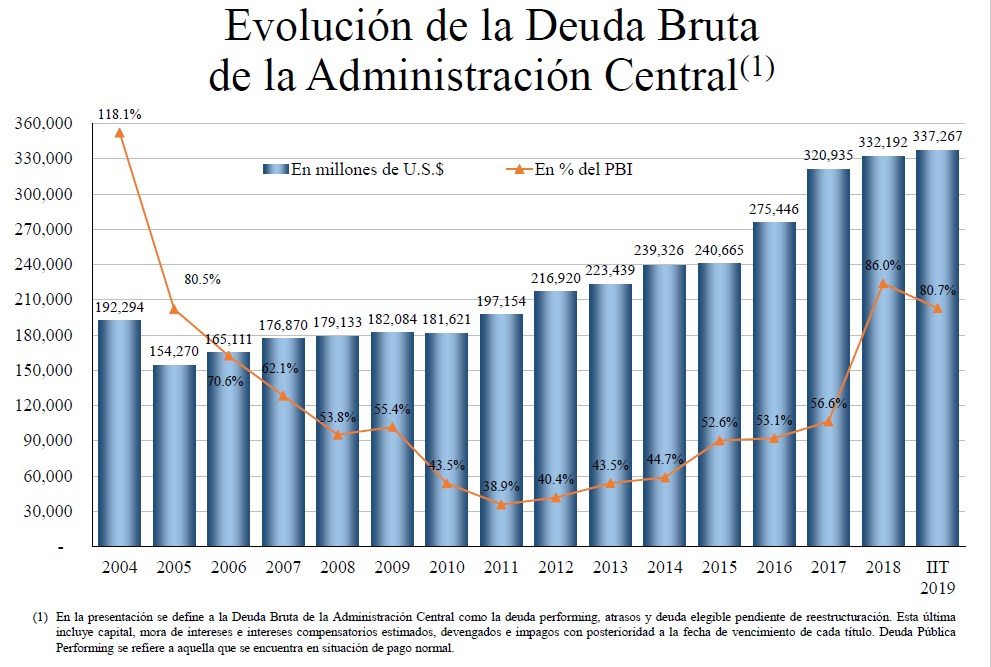
Evolución de la deuda externa de 2004 a 2019, en millones de dólares y en relación con el PBI.

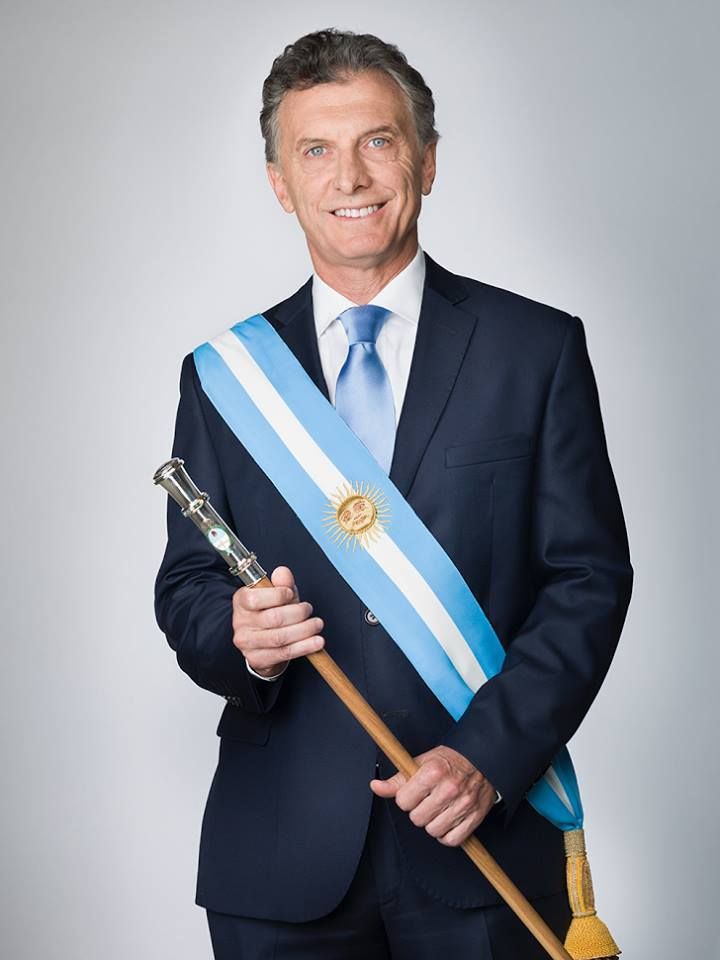
Mauricio Macri fue elegido como Presidente de la Nación Argentina en el año 2015 derrotando en las elecciones presidenciales de Argentina de 2015 a Daniel Scioli.

En las elecciones presidenciales de 2003, Néstor Kirchner venció al menemismo representado por el propio Carlos Menem, cuando este último renunció a presentarse al balotaje. Durante este período el Congreso inició el procedimiento de juicio político contra cinco miembros de la Corte Suprema, motivando la renuncia de tres y la remoción de otros dos. Se anularon las leyes de impunidad, y se reabrieron los juicios por crímenes de lesa humanidad durante la dictadura, en los que cientos de represores fueron condenados a prisión.
 

Se destacan el impulso a la desarticulación del ALCA, se canceló la deuda con el Fondo Monetario Internacional y se realizó una reestructuración de la deuda externa con una fuerte quita. El PBI creció de 97 000 millones de dólares en 2002, a más de 329 000 millones de dólares en 2007. El desempleo se redujo del 17.9 % en 2002 al 8.5 % en 2007. La política laboral restableció las paritarias anuales (negociaciones colectivas entre patronos y sindicatos), dispuso la fijación anual del salario mínimo por acuerdo tripartito, reduciéndose el trabajo no registrado de 50 % en 2003 al 39 % en 2007. La inflación fue moderada, aunque con tendencia al ascenso: pasó del 5.3 % de 2004 a un estimado en torno al 15 o 20 % para 2007, aunque las estadísticas oficiales informaban una tasa considerablemente menor.

En las elecciones presidenciales de 2007, el kirchnerismo volvió a triunfar llevando como candidata a Cristina Fernández de Kirchner por el Frente para la Victoria, la primera mujer argentina que encabezó una fórmula presidencial ganadora de las elecciones argentinas. Durante su mandato (2007-2011) se reestatizó el sistema de Seguridad Social, creó la Asignación Universal por Hijo, renacionalizó Aerolíneas Argentinas, aprobó la ley de matrimonio igualitario, derogó la Ley de Radiodifusión de la época de la dictadura militar, sancionando una nueva Ley de Medios. En el ámbito internacional impulsó la creación de la Unión de Naciones Sudamericanas (UNASUR) y la Comunidad de Estados Latinoamericanos y Caribeños (CELAC). A poco de iniciar su período enfrentó un extenso paro patronal agropecuario apoyado por manifestaciones masivas del sector agroganadero, debido a la política oficial de impuestos a las exportaciones.
En las elecciones presidenciales de 2011, el kirchnerismo (Frente para la Victoria) triunfó por tercera vez, dando como ganadora a la candidata Cristina Fernández de Kirchner, superando con un 54 %, más votos que las dos elecciones anteriores. 
Durante su segundo mandato se aprobó la reestatización del 51 % de las acciones de la petrolera YPF, se extendió la jubilación para amas de casa y trabajadores precarizados, se aprobó las leyes de Servicios de Comunicación Audiovisual, se sancionó la Ley de Identidad de Género, se entregó millones de computadoras portátiles a niños, niñas y adolescentes de las escuelas públicas en todo el país a través del programa estatal Conectar Igualdad, se aprobó un nuevo Código Civil y Comercial y se impulsó el desarrollo del sector industrial, destacándose la puesta en órbita el 16 de octubre de 2014 del satélite ARSAT-1, un satélite de comunicación geoestacionario por parte de la empresa estatal ARSAT, habiendo sido construido por la empresa argentina INVAP. Posteriormente, el 30 de septiembre de 2015, se lanzó el ARSAT-2, el cual al igual que el anterior fueron puestos en órbita desde la Guyana Francesa. Con el desarrollo y puesta en órbita de estos satélites, Argentina pasó a formar parte del selecto grupo de países de la industria espacial global. Asimismo, estaba previsto dentro del Plan Nacional Espacial, el lanzamiento del satélite ARSAT-3, pero dicho desarrollo quedó en suspenso debido al cambio de administración política producida por el triunfo del macrismo en las elecciones del año 2015. 
Durante los dos períodos de Cristina Fernández de Kirchner, a la par de que se redujo sustancialmente la pobreza, desocupación y el trabajo no registrado, se duplicó en buena medida la clase media argentina; y también tuvo una fuerte confrontación jurídico-mediática entre el gobierno y el mayor conglomerado de medios de comunicación del país, el Grupo Clarín.
En 2012 comenzó un período de dificultades económicas y deterioro de los indicadores sociales en el marco de la Gran Recesión mundial del año 2008, y especialmente la crisis económica en Brasil del 2014, con una inflación cercana al 30 %; aunque los datos oficiales indicaron tasas menores. Debido a la coyuntura mundial y regional, el Gobierno Argentino tomó medidas como el establecimiento de regulaciones para la compra de dólares, el aumento del gasto público, y diversos tipos de subsidios tanto a la industria como a los servicios públicos. Durante sus dos períodos el PBI creció de 329 000 millones de dólares a 548 000 millones de dólares en el 2014.
En las elecciones presidenciales de 2015, el macrismo venció al peronismo-kirchnerismo por balotaje. Fue elegido presidente el político, ingeniero, ex-dirigente futbolístico y empresario Mauricio Macri (quien fue también presidente del Club Atlético Boca Juniors entre 1995 y 2007, Jefe de Gobierno de la Ciudad Autónoma de Buenos Aires de 2007 a 2015), por parte de Propuesta Republicana (PRO) con la alianza electoral Cambiemos, primero perdiendo con el 34 % en primera vuelta pero ganando con el 51 % de los votos en segunda vuelta; contra el candidato peronista-kirchnerista, Daniel Scioli, que obtuvo el 48 % en primera vuelta, y 37 % en segunda vuelta.
Su presidencia inició una etapa de cambio completo de la orientación que habían tenido hasta ese momento las políticas de los gobiernos kirchneristas, porque no solo aplicó una serie de medidas como la desregulación del mercado financiero para la libre adquisición de moneda extranjera sino también rebajas a las retenciones a las exportaciones de la soja y otros cereales, así como a las exportaciones mineras; lo que condujo a un leve ascenso del PBI y la inflación; así como la actividad productiva del país y el aumento de la deuda externa. 
A comienzos de enero del 2016, la Ley de Servicios de Comunicación Audiovisual fue modificada por Decreto de necesidad y urgencia de Mauricio Macri, flexibilizando sus normas antimonopólicas y beneficiando a los principales medios masivos de comunicación del país afines al gobierno.
En marzo del mismo año ocurrió el Tarifazo del 2016, en donde el ministro de transportes Guillermo Dietrich anunció el aumento de las tarifas de agua, energía eléctrica, combustibles y transporte público previo a los festejos del Bicentenario de la Independencia Argentina, siendo así el mayor aumento de las tarifas de la historia reciente, generando una amplia indignación en la población argentina. 
En 2017, la presidencia de Mauricio Macri impulsó una reforma del sistema de jubilaciones y pensiones conocida como la Reforma Previsional, siendo aprobada por el Congreso de la Nación Argentina el 19 de diciembre de ese mismo año. Esta reforma alcanzó a adultos mayores jubilados; pensionados, beneficiarios de las asignaciones sociales y familiares; de la Asignación Universal por Hijo, e inclusive a los veteranos de la guerra de las Malvinas. 
Según sus proponentes, los objetivos de esta reforma fueron «aumentar la sustentabilidad del sistema jubilatorio y facilitar la reducción del déficit fiscal y la inflación», pero en contrapartida recortó las jubilaciones del 3 al 8 %, así como el presupuesto a la seguridad social por unos 72 000 millones de pesos (aproximadamente 4100 millones de dólares). Esto desencadenó masivas protestas y movilizaciones con cacerolazos en rechazo a la nueva fórmula en todo el país, pero fueron reprimidos por Gendarmería Nacional, bajo órdenes de la ministra de Seguridad, Patricia Bullrich. En 2018 los montos de las jubilaciones y pensiones perdieron 19.2 % de poder adquisitvo, los haberes subían un 28.4 %, y el índice de precios al consumidor aumentó un 47.6 %.
El gobierno de Mauricio Macri decidió pagar a los especulativos fondos buitre, que estaban en litigio con la Argentina, por cifras mucho mayores a las demandadas por los mismos; Un primer pago fue de 9300 millones de dólares, cuestionado en la Justicia, diendo lugar a una «tercera generación», una nueva tanda de demandantes con bonos que no ingresaron a los canjes de deuda previos.
 

En menos de dos años (entre diciembre de 2015 y junio de 2017) la deuda emitida por el gobierno de Mauricio Macri fue de casi cien mil millones de dólares, alcanzando así la cifra de 216 351 millones de dólares en diciembre de 2017.

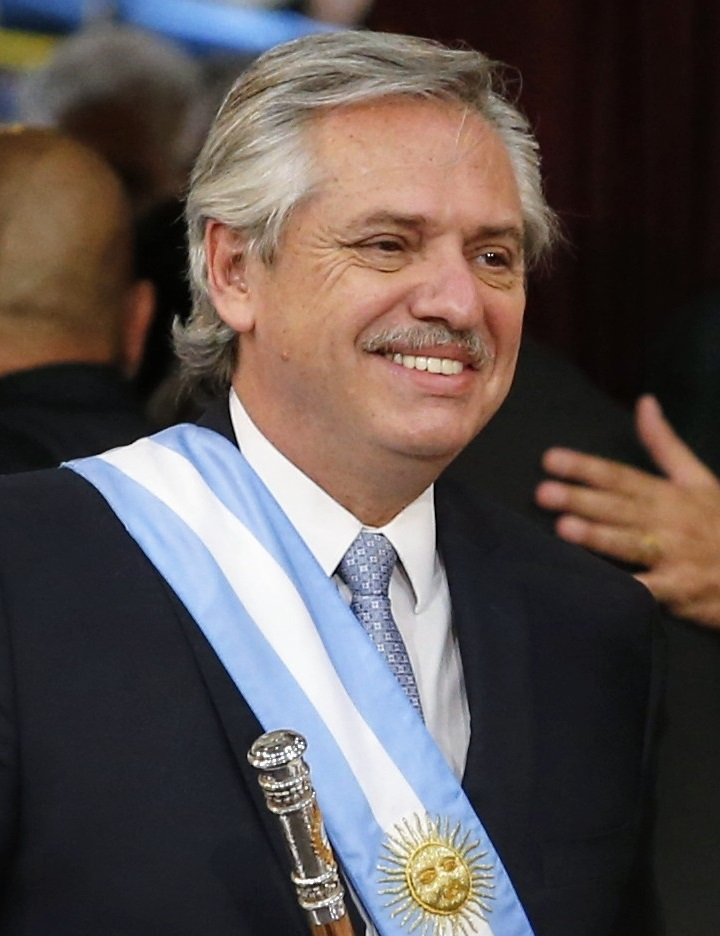
Fernández en su asunción presidencial, 2019

En 2018 se produjo una fuga de capitales, causando la devaluación del peso argentino en un 135 %. Esto llevó al gobierno a volver a negociar con el Fondo Monetario Internacional con deuda por un valor de 55 000 millones de dólares, el mayor crédito otorgado por el ente en su historia, generando un aumento considerable de la deuda externa. En 2019 ocurrió una segunda fuga de capitales, reportadas como la más gigante de toda la historia argentina. Esto ocasionó otra devaluación del Peso a un 50 %, alcanzando una fuga total de 26 870 millones de dólares, generando que el gobierno macrista volviera a establecer el «cepo cambiario», como modelo kirchnerista pero con mayores restricciones.
En las elecciones presidenciales de 2019, Mauricio Macri buscó la reelección, pero fue vencido por el candidato peronista Alberto Fernández, acompañado por Cristina Fernández de Kirchner como candidata a vicepresidenta, en donde obtuvieron el 48 % de los votos en primera vuelta. En sus primeros dos años de gobierno, el presidente Fernández debió enfrentar la pandemia de covid-19. 
El período finaliza con la victoria de Javier Milei en las elecciones presidenciales de 2023, un candidato por fuera de las ideologías que dominaron la política argentina durante estas dos décadas.

## Antecedentes
La etapa histórica inmediatamente anterior (1983-2003) se caracterizó principalmente por la consolidación de la democracia en Argentina por primera vez, luego de casi un siglo de procesos democráticos interrumpidos por golpes de Estado.
El marco internacional estuvo definido por la victoria de Estados Unidos en la Guerra Fría (1947-1991), la disolución de la Unión Soviética y el proceso de globalización abierto en la década de 1990, que generalizó en todo el mundo los principios del llamado «libre comercio» según el pensamiento neoliberal, bajo hegemonía estadounidense. Sobre el final del período, se inició un vigoroso crecimiento de China —que se volvería decisivo en el período siguiente—, se produjo un gran aumento del precio de las materias primas y el petróleo conocido como «boom de los commodities» —beneficiando a los países latinoamericanos—, y el mundo fue sacudido por los atentados terroristas del 11 de septiembre de 2001, que indujeron una fuerte militarización de Estados Unidos.
Durante la presidencia del radical Raúl Alfonsín (1983-1989) se inició el proceso de integración regional que tomaría el nombre de Mercosur; se enjuició a las juntas militares por crímenes de lesa humanidad, pero también se sancionaron las leyes de impunidad que frenaron las investigaciones; finalmente la crisis de la deuda externa tomada por la última dictadura desembocó en la hiperinflación de 1989 y 1990.
Durante las dos presidencias del peronista Carlos Menem (1989-1999) se realizó una profunda reforma liderada por el ministro Domingo Cavallo, que cambió de raíz la economía argentina, siguiendo los lineamientos del Consenso de Washington. El eje de la reforma fueron la convertibilidad del peso y el dólar que frenó la inflación y el proceso de privatizaciones del amplio sector estatal que poseía la Argentina: petróleo, gas, siderurgia, ferrocarriles, energía eléctrica, teléfonos, marina mercante, fondos de jubilación y pensión, etc. La reforma económica incluyó una reforma laboral con el fin de «flexibilizar» las leyes laborales. El Fondo Monetario Internacional que en 1998 puso a la Argentina como ejemplo para el mundo.
Simultáneamente con la reforma económica se produjo una transformación estructural de la sociedad argentina. En 1994 apareció por primera vez el desempleo masivo, la muy baja criminalidad que tenía el país pasó a estar entre las más altas del mundo, apareció un creciente sector de personas excluidas que conformaron un amplio sector de economía informal, y se originó un extenso movimiento de desocupados llamado piqueteros, que recurrió al bloqueo de calles y rutas como forma de protesta.
La presidencia del radical Fernando de la Rúa (1999-2001) continuó la política económica menemista, al punto que también nombró como ministro a Domingo Cavallo ya su segundo Federico Sturzenegger. Luego de varios años de recesión y fuga de capitales, con fuerte apoyo del Fondo Monetario Internacional mediante planes como el Megacanje y el «Blindaje», el país sufrió una crisis generalizada, en la que fueron asesinados decenas de manifestantes. En un estado de disolución institucional, De la Rúa renunció el 20 de diciembre de 2001, en medio de una pueblada que tenía como consigna «Que se vayan todos». El país entró en estado de default de su enorme deuda externa y durante doce días no fue posible reconstituir un Poder Ejecutivo estable.
Finalmente el Congreso de la Nación eligió como presidente al peronista Eduardo Duhalde (2002-2003) para finalizar el mandato de De la Rúa. En 2002 Argentina alcanzó los índices de pobreza, desocupación, y criminalidad más altos de su historia. Duhalde, apoyado activamente por el expresidente radical Raúl Alfonsín y la Iglesia Católica, dispuso salir de la convertibilidad mediante un cuestionado proceso de pesificación asimétrica compulsiva, y creó casi dos millones de planes sociales (Plan de Jefas y Jefes de Hogar) para atenuar la catástrofe humanitaria.
Al aproximarse las elecciones presidenciales de 2003, los dos grandes partidos políticos argentinos (peronismo y radicalismo) habían estallado, y cada una de esas corrientes se presentaron separadas con tres candidatos cada una, destacándose el expresidente Carlos Menem como líder de la principal corriente conservadora. El presidente Duhalde había tenido problemas para presentar un candidato que expresara a un peronismo no menemista, y luego de que rechazaran la candidatura los gobernadores Carlos Reutemann y José Manuel de la Sota, de las importantes provincias de Santa Fe y Córdoba, así como Mauricio Macri que también fue tentado, debió recurrir a un candidato poco conocido, gobernador de la poco poblada provincia patagónica de Santa Cruz: Néstor Kirchner. Por entonces era habitual decir que Kirchner carecía de poder propio y que se trataba de una marioneta de Duhalde.

### Elecciones presidenciales de 2003
Las elecciones presidenciales de 2003 estaban previstas para la segunda mitad del año, debiendo asumir la persona que resultara electa el 10 de diciembre de ese año. Sin embargo, los asesinatos de Kosteki y Santillán, dos dirigentes sociales, por parte de la policía, provocó una crisis política y obligó al presidente Duhalde a adelantar la entrega del mando al 25 de mayo de 2003.
La fecha para la primera vuelta electoral se estableció para el 27 de abril de 2003. Debido a que la Crisis de 2001 había llevado al estallido de los dos grandes partidos políticos argentinos, se presentaron seis candidatos con posibilidades, tres de origen peronista (Carlos Menem, Néstor Kirchner y Adolfo Rodríguez Saá) y tres de origen radical (Elisa Carrió, Ricardo López Murphy y Leopoldo Moreau).
La elección resultó sumamente pareja y los primeros cinco candidatos obtuvieron entre 24 % de los votos el primero y 14 % el quinto. Primero resultó Carlos Menem (24.4 %) y segundo resultó Néstor Kirchner (22.2 %). Aunque ambos eran peronistas, estaban profundamente enfrentados: Menem proponía la continuidad de las políticas neoliberales que había implementado en la década de 1990, mientras Kirchner proponía la continuidad de las políticas desarrollistas implementadas por Duhalde, mostrando también su simpatía por los nuevos gobiernos latinoamericanos que rechazaban el modelo del Fondo Monetario Internacional, como los de Hugo Chávez en Venezuela y Luiz Inácio Lula da Silva en Brasil.
Debido a la escasa cantidad de votos obtenidos por Menem, la Constitución obligaba a realizar una segunda vuelta contra Kirchner. Sin embargo, Menem se retiró de la competencia electoral cuando tomó conocimiento que todas las encuestas anticipaban una victoria aplastante de Kirchner. La decisión de Menem consagró a Kirchner, acompañado por Daniel Scioli como vicepresidente, pero al mismo tiempo lo debilitó políticamente, ya que debió asumir la Presidencia sin haber sido el candidato más votado, apoyado en un magro 22 % y sin parlamentarios propios, ya que debido al adelantamiento de la elección presidencial, las elecciones parlamentarias debían realizarse seis meses después. En ese momento el influyente periodista de La Nación, José Claudio Escribano, sostuvo en un artículo muy crítico, que en Estados Unidos se afirmaba que Kirchner no duraría más de un año.

## Período Kirchnerista (2003-2015)

### Presidencia de Néstor Kirchner (2003-2007)

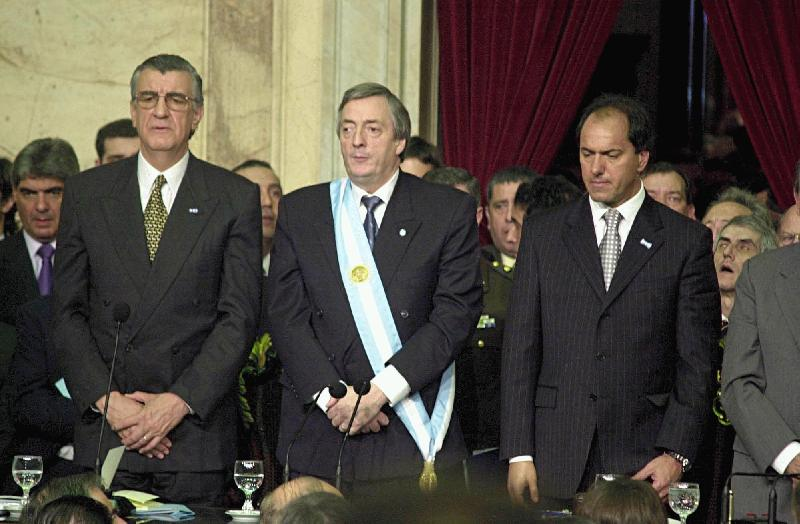
Néstor Kirchner en su asunción presidencial, junto al entonces vicepresidente Daniel Scioli y José Luis Gioja.

Néstor Kirchner comenzó su presidencia anticipadamente, el 25 de mayo de 2003, debido a la renuncia del presidente Eduardo Duhalde, que había sido elegido por el Congreso para completar el mandato de Fernando de la Rúa, que finalizaba el 10 de diciembre de 2003. Debido a ello debió completar primero el mandato de De la Rúa y luego cumplir su mandato constitucional, gobernando en total cuatro años, seis meses y dieciséis días.
Su primer gabinete se caracterizó por mantener al ministro de Economía Roberto Lavagna. Como Jefe de Gabinete nombró a Alberto Fernández. Sus ministros fueron Aníbal Fernández (Interior), Julio De Vido (Planificación), Carlos Tomada (Trabajo) —quien mantendría el cargo durante tres presidencias, caso único en la historia argentina—, Ginés González García (Salud), Rafael Bielsa (Relaciones Exteriores), su hermana Alicia Kirchner (Desarrollo Social), Daniel Filmus (Educación), Gustavo Béliz (Justicia) y José Pampuro (Defensa).
Uno de los primeros objetivos de Kirchner fue volver a impulsar el juicio político a los cuestionados jueces de la Corte Suprema que formaban la llamada «mayoría automática» menemista. El año anterior la Cámara de Diputados había abierto el juicio político contra la Corte, pero al momento de votar no se alcanzaron los dos tercios de los votos necesarios. Pese a ello, la Corte quedó seriamente desprestigiada por las revelaciones sobre los actos de corrupción cometidos y el hecho que la mayoría de los diputados votara a favor del enjuiciamiento de seis de los nueve jueces supremos. Poco después de que la Comisión de Juicio Político reabriera las denuncias contra varios miembros de la Corte, el 27 de junio renunció su presidente, el juez Julio Nazareno, y a fin de año el Senado destituyó a Eduardo Moliné O'Connor. Al año siguiente otro juez supremo fue destituido por el Senado (Antonio Boggiano) y tres renunciaron (Adolfo Vázquez, Augusto César Belluscio y Guillermo López). Para completar la Corte, Kirchner, con acuerdo del Senado y mediante un nuevo procedimiento público con participación ciudadana, designó a cuatro jueces, respetando por primera vez en la historia argentina la paridad entre mujeres y varones: Carmen María Argibay, Eugenio Raúl Zaffaroni, Elena Highton de Nolasco y Ricardo Lorenzetti. Los cuatro se sumaron a Juan Carlos Maqueda, que había sido designado por el presidente Duhalde.

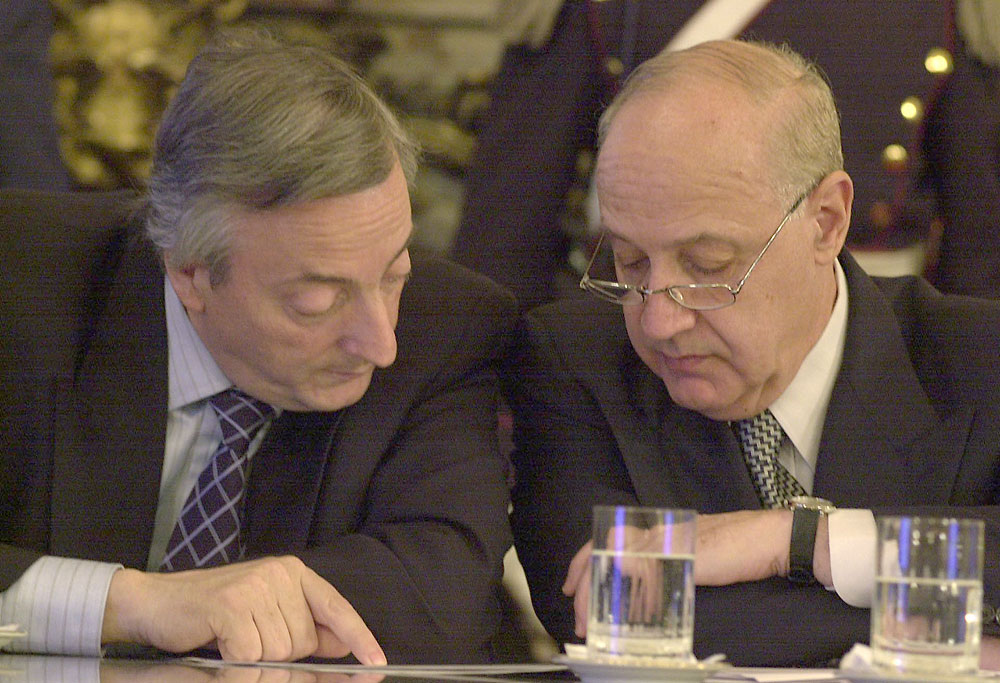
Kirchner junto a su entonces ministro de Economía, Roberto Lavagna, el 23 de agosto de 2004.

Kirchner definía la situación socioeconómica que recibía como «el infierno». Cuatro años de recesión habían reducido el PBI argentino un 19.3 %, alcanzando récords históricos de pobreza (en la que había caído más de la mitad de la población), desempleo y trabajo no registrado.
En sus cuatro años y medio de gobierno, Kirchner revirtió los indicadores. El PBI aumentó un 43.6 %, a un promedio de 8.72 % anual, constituyendo uno de los períodos de más alto crecimiento de la historia argentina. La pobreza descendió del 51.7 % a un valor ubicado entre el 20 % y el 38 % según las fuentes; el desempleo cayó del 19.7 % al 8.5 %; y el empleo no registrado descendió del 49.2 % al 40.4 %.
Kirchner, acompañado por el ministro Lavagna y Guillermo Nielsen (secretario de Finanzas), tuvo que lidiar también con el default de la deuda externa en la que el país había caído al finalizar 2001 y las exigencias del Fondo Monetario Internacional. La deuda externa ascendía a casi doscientos sesenta mil millones de dólares, que representaban el 153 % del PBI. Argentina emprendió entonces la operación de refinanciamiento más grande de la historia, alcanzando un acuerdo con el 76 % de los acreedores, con una quita del 75 % de la deuda. Poco después Kirchner canceló la deuda pendiente con el Fondo Monetario Internacional.
En materia de derechos humanos se produjo un cambio de 180 grados relacionado con las causas por los crímenes de lesa humanidad cometidos por el terrorismo de Estado en Argentina en las décadas de 1970 y 1980, que se habían detenido completamente debido a las llamadas leyes de impunidad, dictadas durante las presidencias de Alfonsín y Ménem. Por un lado el Congreso Nacional anuló las leyes de Punto Final y Obediencia Debida, y por otro lado la Corte Suprema confirmó las múltiples sentencias de los tribunales declarando la nulidad de los indultos a los represores. Las causas fueron reabiertas y hacia 2015 habían sido condenados 613 personas por haber cometidos crímenes de lesa humanidad, entre ellas varias que ocuparon altos cargos en la última dictadura. Simultáneamente las Abuelas de Plaza de Mayo continuaron recuperando nietos y nietas cuya identidad había sido suprimida, totalizando 132 casos resueltos hasta 2022.
En materia laboral se registró una etapa de aumento del poder sindical, apoyado por primera vez en la historia argentina en un proceso de paritarias (negociaciones colectivas obrero-patronales por rama) anuales y un incremento de la cantidad de delegados (representantes sindicales elegidos en los lugares de trabajo) que pasó de 20 000 delegados en 2003 a un estimado de 75 000-100 000 delegados en 2015.
En política internacional se destacó la IV Cumbre de las Américas realizada en 2005 en Mar del Plata, donde en un hecho sin precedentes en las relaciones panamericanas, una alianza de países latinoamericanos liderados por Argentina, Brasil, Uruguay y Venezuela, enfrentó a Estados Unidos y logró anular el Área de Libre Comercio de las Américas (ALCA), que ese país había logrado aprobar en 1994 y debía comenzar a implementarse ese año.
Otros hechos destacados del período fueron:
- sanción de la Ley de Financiamiento Educativo N.º 26075, sancionada en 2005, que estableció la obligación de destinar el 6 % del PBI a la educación a partir de 2010;
- creación de la Empresa Argentina de Soluciones Satelitales Sociedad Anónima (ARSAT) para el desarrollo de tecnología espacial.
- en 2004 se realizó el juicio por el atentado terrorista a la AMIA de 1994, quedando al descubierto una extensa red de encubrimiento interno, por la que fueron llevados a juicio el expresidente Carlos Menem y otros altos funcionarios de su gobierno, el juez y los fiscales que realizaron la investigación, y el presidente de la Delegación de Asociaciones Israelitas Argentinas.

En 2005 se realizaron elecciones nacionales legislativas que saldó la ruptura política entre Kirchner y Duhalde, ambos peronistas, pero con el primero más volcado al centroizquierda y el segundo más volcado al centro. La confrontación decisiva se produjo en la Provincia de Buenos Aires donde la candidata a senadora Cristina Fernández de Kirchner venció con un 45 % de los votos, superando a Hilda Duhalde, por más de 25 puntos porcentuales.

### Elecciones presidenciales de 2007
La ronda electoral de 2007 fue anticipada por dos resultados electorales inusuales: la victoria del socialista Hermes Binner como gobernador de la importante provincia de Santa Fe, primera vez en la historia argentina que un socialista accedió a un cargo de esa importancia; y la victoria de la alianza centroderechista Propuesta Republicana, más conocida como PRO, liderada por el poderoso empresario Mauricio Macri, en la Ciudad de Buenos Aires.
En las elecciones presidenciales el kirchnerismo reunió un amplio frente electoral de centroizquierda, que incluyó a varios de los principales líderes de la Unión Cívica Radical y presentó la fórmula integrada por la peronista Cristina Fernández de Kirchner y el radical Julio Cobos. La fórmula obtuvo un amplio triunfo en primera vuelta, con un 45.25 % de apoyo electoral, duplicando los votos obtenidos en la elección anterior y tomando una ventaja de más de 20 puntos porcentuales sobre la principal fuerza de oposición, un frente de centroizquierda también liderado por una mujer, Elisa Carrió. Fue la primera vez en la historia argentina que una mujer encabezó la fórmula presidencial victoriosa.

### Presidencia de CFK (2007-2011)

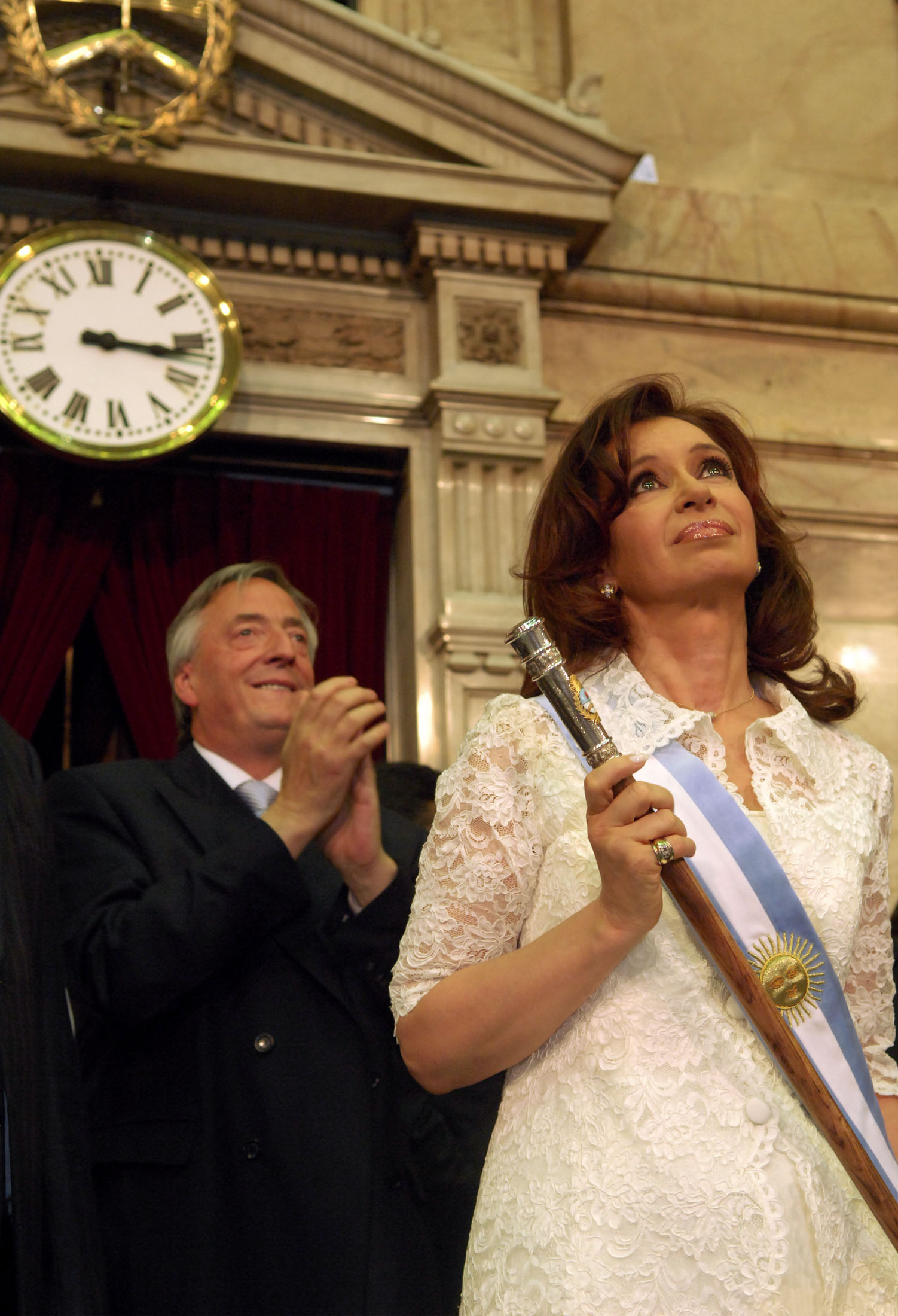
Cristina Fernández luego de producirse el traspaso del mando presidencial, el 10 de diciembre de 2007. Detrás su predecesor, Néstor Kirchner.

A poco de iniciar su mandato presidencial el 10 de diciembre de 2007, Cristina Fernández de Kirchner debió enfrentar un paro patronal agropecuario, con corte generalizado de rutas en todo el país, que se extendió durante 127 días y se convirtió en el más largo de la historia argentina. La protesta patronal tuvo como objetivo oponerse a la Resolución 125 firmada por el ministro de Economía Martín Lousteau, que establecía un sistema móvil de retenciones (impuestos) a las exportaciones de soja y otros cereales. El conflicto se decidió en el Congreso Nacional cuando el vicepresidente Julio Cobos desempató la votación en sentido contrario al gobierno del que formaba parte, para favorecer a los huelguistas. Durante el paro rural se desató también una «guerra abierta» entre el gobierno y el Grupo Clarín, el mayor multimedio de Argentina y uno de los más poderosos de América Latina.
Cuando el conflicto agropecuario se encontraba en su fase final, estalló la Crisis financiera de 2008, derrumbando la economía mundial (-1.7 %) y con ella la argentina, cuyo PBI creció menos ese año (4.5 %) y cayó fuertemente al año siguiente (-5.9 %). Pese a ello, la economía argentina se recuperó rápidamente y el PBI creció un 16 % en 2010 y 2011.
Durante este mandato se reestatizaron los fondos jubilatorios y de pensión (privatizados en la época de Menem) y se formó un Fondo de Garantía de Sustentabilidad para respaldar el sistema. Se creó la Asignación Universal por Hijo y se aprobó la Ley de Matrimonio Igualitario que reconoció el derecho al matrimonio de las personas del mismo género o sexo. En el ámbito internacional impulsó la creación de la Comunidad de Estados Latinoamericanos y Caribeños (CELAC).
La pobreza continuó la tendencia a la baja que había mostrado durante la presidencia de Néstor Kirchner, pero diversos sectores manifestaron discrepancias sobre el modo de cuantificarla, en línea con el debate mundial en las Naciones Unidas. Desde entonces conviven la medición estatal (interrumpida en 2014 y 2015), que tiende a estimar números más bajos de pobreza, con los cálculos de dos instituciones privadas, la Universidad Católica Argentina y la Central de Trabajadores Argentinos (CTA), que utilizan métodos que dan tasas de pobreza más altas. Para la CTA cuando Cristina Kirchner asumió el mando, la pobreza era del 38 % y al finalizar su primer mandato se había reducido al 29 %. Para el PNUD, con base en datos del Banco Mundial, que establecía la línea pobreza en 2007 en dos dólares diarios, la tasa para Argentina correspondiente al informe 2007/2008 fue de 17.4 %, pero a partir de 2010 el PNUD abandonó ese tipo de cálculo para orientarse a un enfoque multidimensional. También siguió disminuyendo el desempleo, que pasó del 8.47 % en 2007 al 7.18 % en 2011, el promedio más bajo desde 1992.
Otros hechos sucedidos en el período fueron los siguientes:
- Se creó el Ministerio de Ciencia, Tecnología e Innovación Productiva (sería luego disuelto por Macri en 2018). Se estableció como política de Estado la repatriación de científicos, logrando que hasta 2014 regresaran 1062 científicos de los 5100 que estaban trabajando en el exterior).[71][72] El presupuesto destinado a las universidades y el Conicet, aumentó un 600 % en dólares en el período 2003-2015.[73][74]
- En 2008 se rescataron las empresas Aerolíneas Argentinas y Austral Líneas Aéreas que habían sido privatizadas en la época de Menem y vaciadas por grupos económicos españoles;
- Se sancionó en 2009 de la Ley de Servicios de Comunicación Audiovisual, pero el grupo Clarín obtuvo una medida judicial que impidió que se ejecutara integralmente.

El 27 de octubre de 2010 falleció Néstor Kirchner. El hecho desencadenó una imprevista movilización masiva de jóvenes a la Plaza de Mayo para expresar su pesar, que se reflejó en un aumento exponencial de la militancia kirchnerista.

### Elecciones presidenciales de 2011
En las elecciones presidenciales el kirchnerismo ganó por tercera vez consecutiva alcanzando el 54 % de los votos en primera vuelta, superando los porcentajes de 2003 (22 %) y 2007 (45 %), por una diferencia de 37.7 puntos porcentuales con el segundo, la más amplia de la historia argentina. El Frente para la Victoria volvió a presentar la candidatura presidencial de la peronista Cristina Fernández de Kirchner, esta vez acompañada por su exministro de Economía, el también peronista Amado Boudou, que había sido autor de la iniciativa de reestatizar los fondos de jubilaciones y pensiones, considerados por varios analistas como la reforma de mayor impacto de la era kirchnerista.
Segundo resultó el Frente Amplio Progresista, con la candidatura del socialista Hermes Binner (16.81 %). Por tercera elecciones presidencial consecutiva la Unión Cívica Radical no resultó ninguna de las dos fuerzas políticas mayoritarias, consolidando el fin del bipartidismo peronismo-radicalismo que emergió como una de las características que aparecieron luego de la Crisis de 2001 y la renuncia de Fernando de la Rúa en 2001.

### Segunda presidencia de CFK (2011-2015)
Durante este mandato se reestatizó la que fuera históricamente la empresa estatal petrolera YPF, que en 2012 anunció que el yacimiento petrolífero y de gas no convencional Vaca Muerta convertía a la Argentina en una de las mayores reservas del mundo de hidrocarburos de esquisto (shale), segundo en gas y cuarto en petróleo. Se extendió la jubilación para amas de casa y trabajadores precarizados, y se aprobaron las leyes de Servicios de Comunicación Audiovisual y de identidad de género. En el ámbito internacional impulsó la creación de la Unión de Naciones Suramericanas (Unasur).
Para finales de 2013, el ministro de economía, Axel Kicillof, anunció el programa «Precios Cuidados», que tenía como objetivo el congelamiento de precios de más de 300 productos en todo el territorio argentino. El programa entró en vigencia el 1 de enero de 2014. Kicillof destacó en esa oportunidad la importancia del crecimiento de Precios Cuidados porque actúa como «referencia para el resto de los productos» y brinda «previsibilidad a toda la economía». «Precios cuidados no es un congelamiento de precios impuesto por el estado, sino una suma de acuerdos voluntarios que garantizan una rentabilidad razonable, a precios convenientes y que asegura que los productos estén al alcance de la población».
Con respecto a la criminalidad, en 2015 Argentina tuvo una tasa de homicidios de 6.6 personas cada cien mil habitantes, luego de haber alcanzado su pico histórico en 2002, con 9.2 homicidios cada cien mil habitantes, lo que significó un 40 % de reducción.

### Elecciones presidenciales de 2015

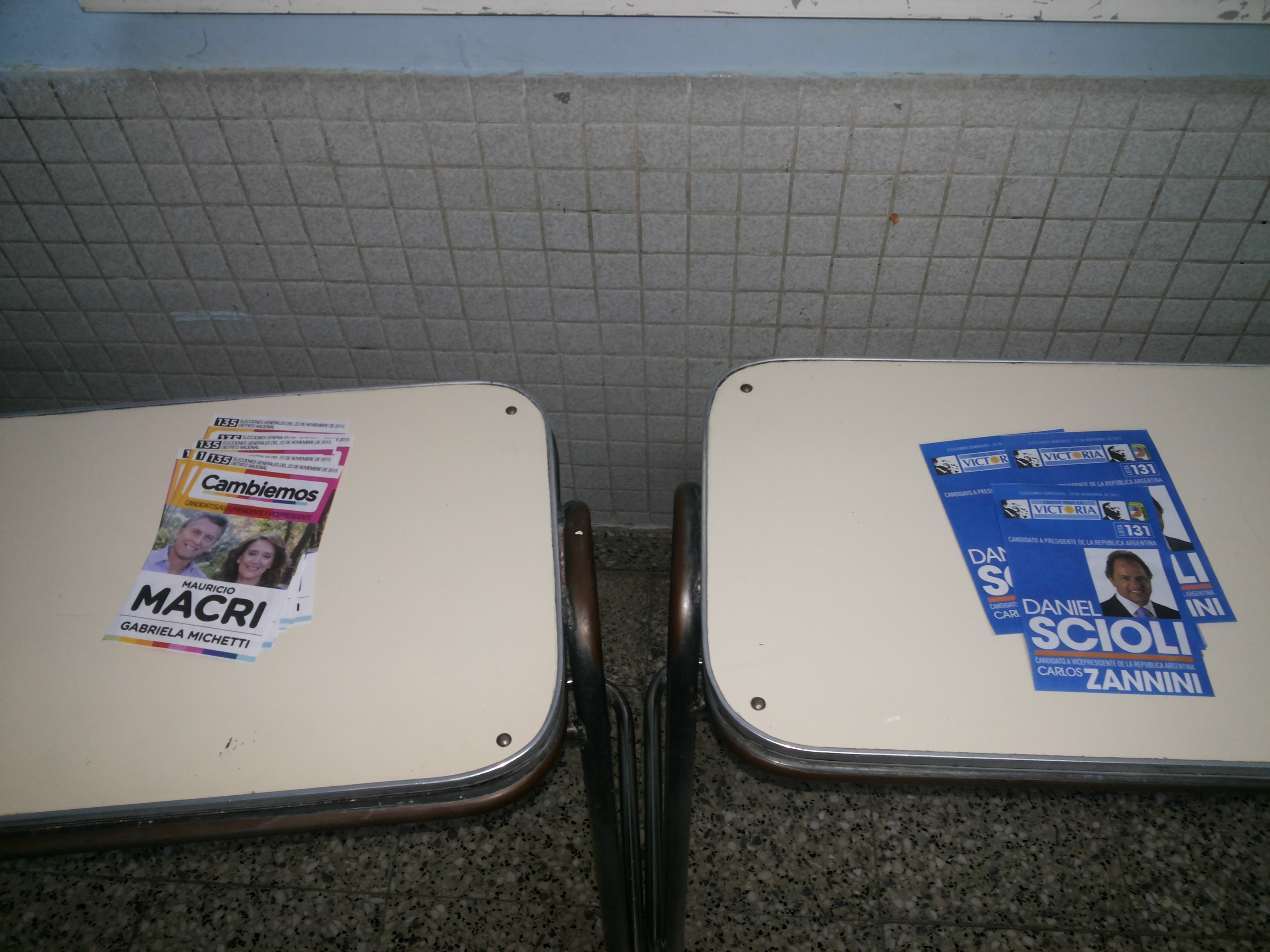
Boletas electorales de Macri y Scioli.

La campaña electoral tuvo muchos aspectos polémicos, influenciada por el auge de las fake news (noticias falsas) de grueso calibre y la manipulación de las redes sociales mediante el uso ilegal del big data. Entre los casos y episodios más destacados se encuentran la denuncia por haber sido autor intelectual de un triple asesinato contra el candidato del Frente de la Victoria a la gobernación de la provincia de Buenos Aires, la más importante del país, realizada por el principal grupo multimedio junto a un sector de la alianza de Cambiemos; la contratación por la campaña de Mauricio Macri de la empresa Cambridge Analytica, la misma cuya actuación fue cuestionada y sancionada en las elecciones de Estados Unidos; el debate televisivo entre los dos principales candidatos, donde el futuro presidente prometió puntos decisivos de la campaña (pobreza cero, no devaluación, derogación del impuesto a las ganancias para trabajadores, reducción de la inflación a un dígito, un millón de créditos hipotecarios, no volver al Fondo Monetario Internacional, no realizar un «ajuste»), que la mayoría de las personas encuestadas tres años después consideraron no cumplidas y pasibles de sanción.
Las elecciones presidenciales de 2015 necesitaron dos vueltas (balotaje), por primera vez en la historia argentina. La primera vuelta se realizó el 25 de octubre, resultando primero el peronista Daniel Scioli (37.08 %) por el oficialista Frente para la Victoria, segundo Mauricio Macri (34.15 %) por la alianza Cambiemos (PRO-Unión Cívica Radical-Coalición Cívica ARI) y tercero Sergio Massa (21.39 %), por la alianza Unidos por una Nueva Alternativa (UNA).
Debido a que ninguna fuerza obtuvo la mayoría exigida por la Constitución para resultar elegida en la primera vuelta (más del 45 % o más del 40 % con diez puntos de ventaja sobre el segundo), se realizó una segunda vuelta entre los dos candidatos más votados (Scioli y Macri) el 22 de noviembre.
La elección resultó sumamente pareja obteniendo el triunfo Macri con 51.34 % de los votos, sobre Scioli que obtuvo 48.66 %. Como vicepresidenta resultó elegida Gabriela Michetti, también del PRO.

## Período Macrista (2015-2019)

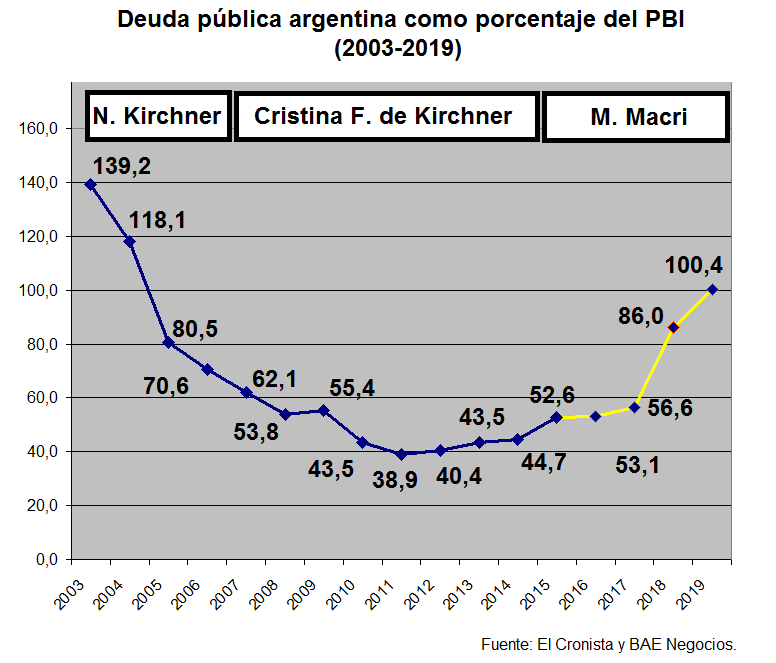
Evolución de la deuda pública como porcentaje del PBI (2003-2019). Fuente: El Cronista y BAE Negocios.

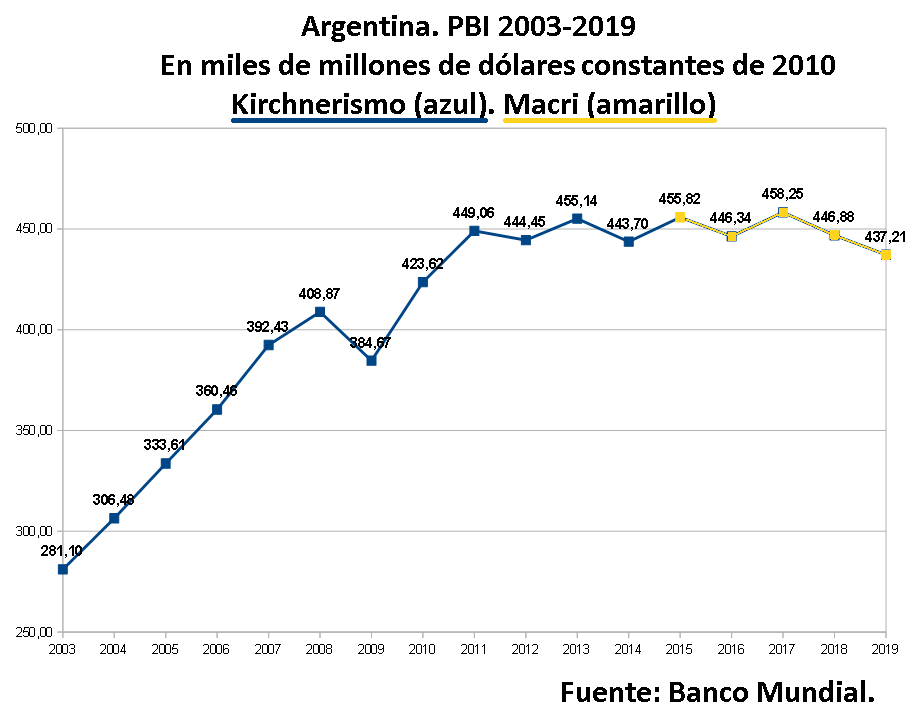
Evolución del PBI en dólares entre 2003-2019. En azul el período kirchnerista y en amarillo el gobierno de Macri.

### Presidencia de Mauricio Macri (2015-2019)
Los principales objetivos del gobierno de Mauricio Macri eran alcanzar la «pobreza cero», reducir la inflación a un dígito, y generar una «lluvia de dólares» que sostuviera un largo período de crecimiento económico. Para ello llevó adelante una política de aumento precios, que tuvo como objetivo modificar algunos precios relativos, principalmente aumentando los precios del dólar, los combustibles, los alimentos y las tarifas de servicios públicos (transporte, electricidad y gas). Simultáneamente redujo los impuestos a las exportaciones de granos y minerales, de mala manera, para «compensar» la reducción de los ingresos fiscales con un aumento récord de la deuda externa.

### Desaparición del submarino ARA San Juan
El 15 de noviembre de 2017 se perdió contacto con el submarino ARA San Juan (S-42) de la Armada Argentina en aguas argentina con treinta y ocho tripulantes y seis buzos tácticos a bordo. El ARA San Juan se encontraba haciendo operaciones navales y partió de Ushuaia con destino a Mar del Plata. En medio de su trayectoria se perdió contacto con dicho submarino. El hundimiento y las búsquedas posteriores a la desaparición estuvieron afectadas por sospechas, irregularidades, negligencias, informes tardíos o contradictorios, luchas internas, espionaje y conflictos con los familiares de los marinos.
Finalmente se encontraron, en 2018, los restos de la nave muy cerca del punto de desaparición y en el lugar donde se suponía que se encontraba, a 907 m de profundidad.

### Crisis económica (2018-Actualidad)
En su tercer año de gobierno, la inflación no se redujo y la «lluvia de dólares» no se produjo, dada la inviabilidad fiscal del país. En el mes de abril se inició una corrida cambiaria, por insuficiencia de divisas para cubrir la salida de dólares (déficit de la cuenta corriente de la balanza de pagos), que produjo una devaluación del peso argentino de más de un 100 % (de $17 en agosto de 2017, a $40 en agosto de 2018), y del 400 % desde el comienzo de su gobierno.
La crisis cambiaria produjo una crisis económica generalizada, con recesión, severa caída del salario real y el consumo, aumento de la pobreza, la inflación y del riesgo de default de la deuda externa, que llevó al gobierno a recurrir al Fondo Monetario Internacional (FMI), algo que el ministro de Economía Nicolás Dujovne había prometido no realizar.
El 20 de junio de 2018 el gobierno de Macri firmó un Acuerdo Stand-By con el FMI por cincuenta mil millones de dólares, con el fin de garantizar el pago de los intereses de la deuda externa a los acreedores privados; la operación fue cuestionada y considerada como una «exageración» por el Financial Times. En las semanas siguientes Argentina utilizó los quince mil millones de dólares del primer tramo del préstamo del FMI para vender dólares en el mercado cambiario, habilitando una fuga de capitales por el mismo monto. El 11 de septiembre la directora del FMI Christine Lagarde dio las primeras señales de descontento sobre el modo en que el gobierno argentino estaba utilizando el préstamo, declarando que pretendía «claridad, transparencia, información adecuada y debida para los operadores de mercado, y comunicación mejorada». Dos semanas después el FMI y Argentina firmaron un nuevo acuerdo, el más grande de la historia del Fondo, ampliando en 7100 millones de dólares el monto anterior (cincuenta mil millones de dólares), pero con la prohibición de utilizar el dinero para intervenir en el mercado cambiario, la exigencia de tener en 2019 un presupuesto con «cero déficit» primario (es decir, sin contar el pago de intereses), una inflación menor a 23 % en 2019, adelantando a 2019 los desembolsos previstos para 2020, cuando ya habría finalizado el mandato de Macri.
El año 2018 finalizó con una caída del PBI del 2.3 % medido en pesos (el segundo país del mundo con mayor caída), y de 25 % medido en dólares, pasando de 637 000 millones de dólares en 2017, a 475 000 millones de dólares en 2018, una cifra inferior a todas las alcanzadas a partir de 2011. Socialmente la pobreza aumentó un 20 %, del 25.7 % en 2017 al 32 %, provocando que 2.6 millones de personas más cayeran por debajo de la línea de pobreza. La indigencia o pobreza extrema, aumentó un 50 %, pasando de 4.8 % en 2017 al 6.7 %. Durante el año se perdieron 191 300 puestos de trabajo registrados, que representaban el 1.5 % del total.
En 2019 hubo otra devaluación de más del 50 %, una fuga de capitales que llegó a ser récord histórico, una inflación anual superior al 57 % que fue la más alta en 30 años, una caída del salario real superior al 10 % durante ocho meses que no llegó a ser compensada, y la pobreza aumentó de 27.3 % en el primer semestre de 2018 a 35.4 % en el primer semestre de 2019, que llevó a 3.7 millones de personas de la clase media a caer bajo la línea de pobreza. En diciembre de 2019, el Observatorio de la Deuda Social de la Universidad Católica Argentina informó que según sus datos, los indicadores sociales empeoraron considerablemente durante el mandato de Macri; la pobreza aumentó un 36 % pasando del 30 % de la población en 2015, al 40.8 % en el tercer trimestre de 2019, mientras que la indigencia (alimentaria) se duplicó, pasando del 4.5 % de la población en 2015, al 8.9 % en el tercer trimestre de 2019.
En este período, la Agencia Federal de Inteligencia (AFI) y otros organismos del Estado, llevaron adelante una serie de operativos ilegales de espionaje y armado de causas judiciales en perjuicio de ciudadanos, políticos opositores y oficialistas, investigadores, feministas, periodistas, sindicalistas, empresarios, familiares de las víctimas del atentado contra la AMIA, e incluso familiares del propio presidente Macri. Uno de los funcionarios involucrados calificó esta organización clandestina como una suerte de «Gestapo». Entre las principales causas abiertas sobre espionaje y armado de causas penales en esta época se destacan el «Espionaje a familiares del ARA San Juan», la «Gestapo antisindical», el «Escándalo D'Alessio», el espionaje a investigadores, la persecución contra el Grupo Indalo/C5N, etc.

#### FMIgate
El FMIgate es una investigación judicial iniciada en Argentina en marzo de 2021, sobre un presunto acto de corrupción cometido mediante el acuerdo que el entonces presidente Mauricio Macri realizó con el Fondo Monetario Internacional el 7 de junio de 2018, por el cual el organismo internacional prestó a ese país una suma de 50 000 millones de dólares (luego ampliado a 57 000 millones), el más grande en la historia de esa organización, de la cual entregó los 44 500 millones originales. El acuerdo ha sido señalado como un acto criminal, tanto por el modo en que fue tramitado sin cumplir los pasos legales, el uso que la administración de Macri dio al dinero, no contemplado en el acuerdo y prohibido por el Estatuto del FMI, y por la omisión de analizar las condiciones de sustentabilidad y repago. Fueron imputados el expresidente Mauricio Macri, el exministro de Hacienda Nicolás Dujovne y los expresidentes del Banco Central, Federico Sturzenegger, Luis Caputo y Guido Sandleris.
Durante el gobierno de Macri, la deuda externa pasó de 63 580 millones de dólares en diciembre de 2015 (14 % del PBI) a 167 514 millones de dólares en junio de 2019 (40 % del PBI), un aumento del 163 % en términos nominales y del 185 % en relación con el PBI. Cerca de la mitad del incremento de la deuda externa (103 934 UDS) fue causado por el préstamo entregado por el FMI (44 500 USD).
La causa fue iniciada por la Oficina Anticorrupción y quedó radicada en el Juzgado Nacional en lo Criminal y Correccional Federal N.º 5, bajo el número 3561/2019 y carátula «Macri, Mauricio y otros s/ defraudación por administración fraudulenta y defraudación contra la administración pública». Las irregularidades del caso también son investigadas desde marzo de 2021, en forma independiente, por el Fondo Monetario Internacional.

### Elecciones presidenciales de 2019

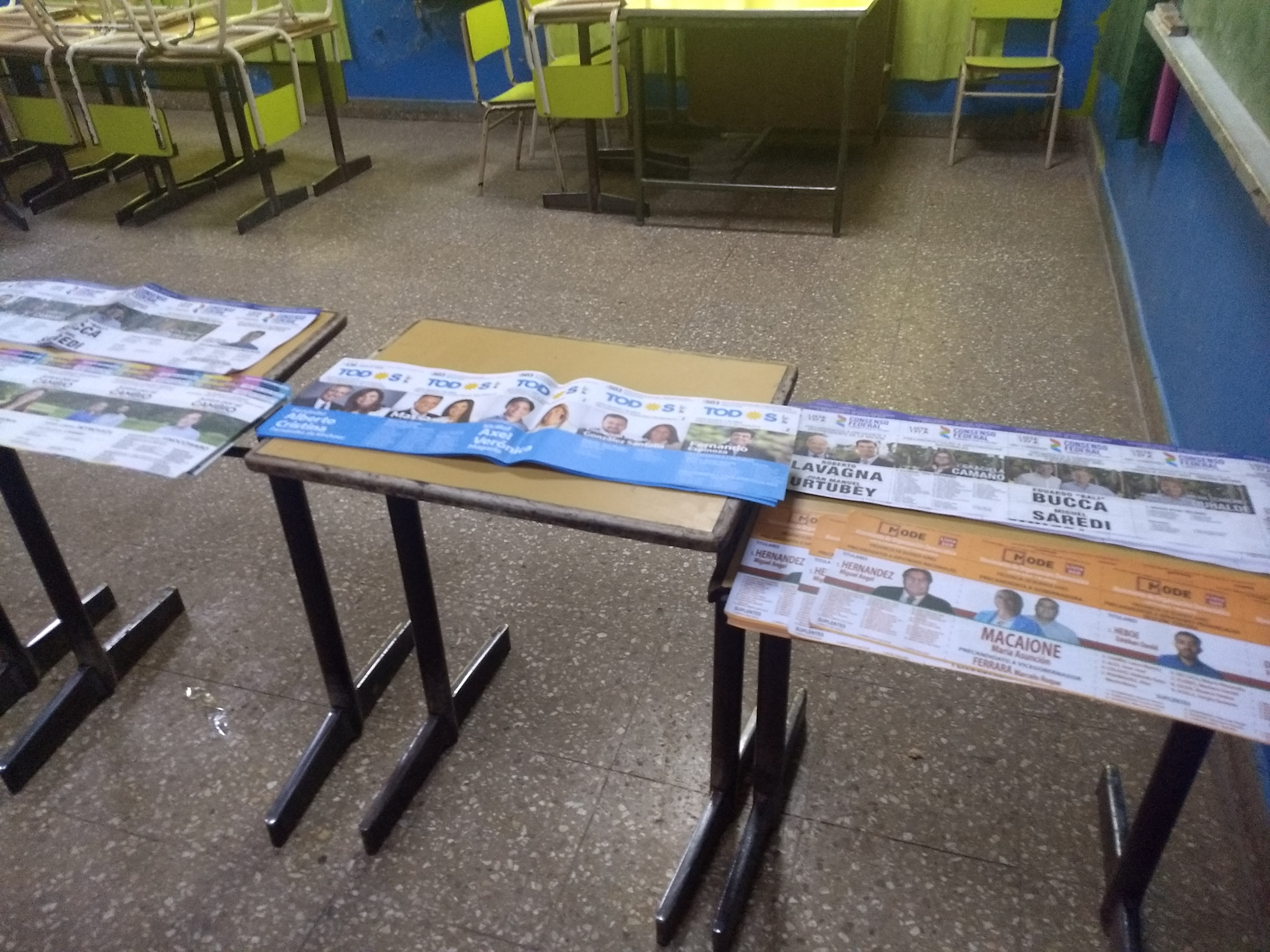
Boletas electorales en 2019.

El proceso electoral de 2019 tuvo aristas complejas cuando las elecciones primarias PASO realizadas el 11 de agosto mostraron que los adherentes al opositor Frente para Todos (peronistas-kirchneristas) superaban con holgura al oficialista Juntos por el Cambio (macristas-radicales), hasta el punto de ser considerado por los observadores como un hecho irreversible.
El resultado de las PASO generó una situación política y económica de gran complejidad, debido a que el candidato opositor comenzó a ser considerado como el casi seguro futuro presidente, mientras que simultáneamente se daba por hecho que Macri no conseguiría la reelección, a pesar de que legal y formalmente las PASO eran estrictamente elecciones internas de cada fuerza y que solo las elecciones del 27 de octubre podían establecer quien sería el presidente a partir del 10 de diciembre. El propio Macri sostuvo que, en materia económica, su gobierno terminó el 11 de agosto, por decisión del mercado. En esas condiciones la situación económica se deterioró mucho.
Finalmente, en las elecciones del 27 de octubre, resultó vencedor Alberto Fernández, del Frente de Todos, acompañado por la vicepresidenta Cristina Fernández de Kirchner, que obtuvieron 48.24 %. Por su parte, el presidente en ejercicio Mauricio Macri no obtuvo su reelección y resultó derrotado con un 40.28 %. La Constitución establece que si una fórmula supera el 45 % de los votos afirmativos, resulta ganadora.

## Regreso del Kirchnerismo (2019-2023)

### Presidencia de Alberto Fernández (2019-2023)

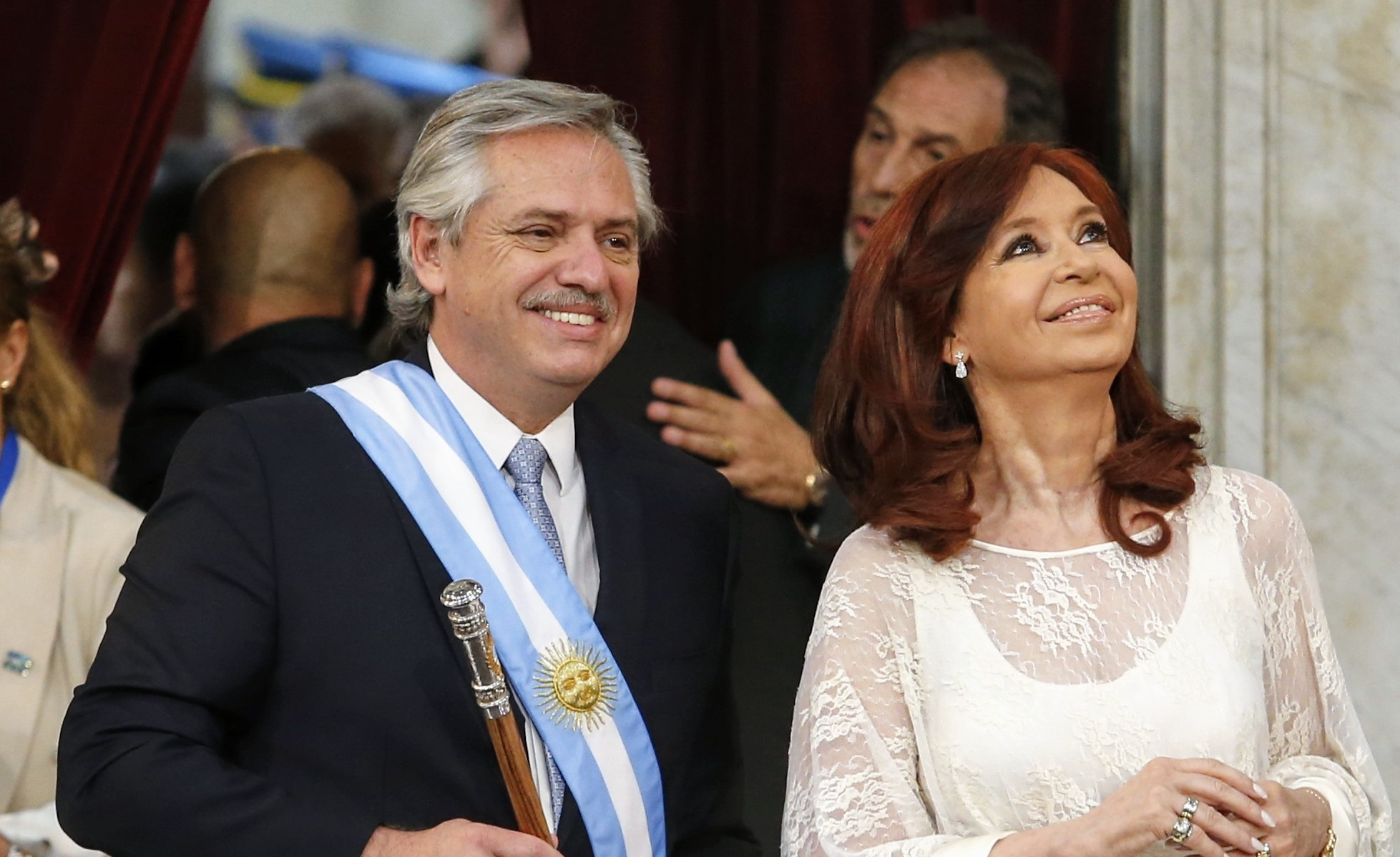
Fernández, en su Asunción Presidencial, junto a la Vicepresidenta entrante, Cristina Fernández de Kirchner

El 10 de diciembre de 2019 asumió la presidencia Alberto Fernández, miembro del Partido Justicialista y candidato del Frente de Todos. Al asumir declaró que los objetivos prioritarios de su gobierno serían luchar contra el hambre y la inseguridad alimentaria y sanear el fuero federal del Poder Judicial para evitar que sea manipulado por servicios de inteligencia, «operadores judiciales», procedimientos oscuros, linchamientos mediáticos y/o que este en manos del gobierno de turno.
Al asumir el gobierno más de 15 millones de personas estaban en situación de inseguridad alimentaria, cantidad que había crecido un 80 % respecto del período 2014-2016. Ante la situación alimentaria crítica de un sector sustancial de la población, una de sus primeras medidas fue crear el programa «Argentina contra el hambre» por el cual se reparten tarjetas a madres o padres con hijos e hijas de hasta seis años de edad que reciben la Asignación Universal por Hijo (AUH) y a embarazadas a partir de los tres meses que cobran la Asignación por Embarazo y personas con discapacidad que reciben la AUH cuyo dinero sería proporcionado por el estado nacional y esa plata solo podría ser utilizada para comprar comida y bebidas no alcohólicas.
Simultáneamente, el nuevo gobierno se encontró con una situación crítica de la deuda externa, que lo ponía ante la inminencia de un «default abierto», como el que hizo estallar la Crisis de 2001, debido a que Macri tuvo una política de alto endeudamiento con pago de intereses a partir de 2020. En total, había que pagar 63 805 millones de dólares en 2020 (equivalente a 17 % del PBI de 2019) y un total de 200 145 en el período 2020-2023. El presidente Fernández inició una estrategia de relaciones con Israel, el Vaticano, las nuevas autoridades del Fondo Monetario Internacional y varios países europeos, para generar un «clima favorable» a una renegociación de la deuda que permitiera tanto atender las necesidades sociales, como impulsar una agenda de crecimiento. Las expectativas de la prensa argentina eran muy negativas sobre la posibilidad de arribar a un acuerdo con los acreedores, llegando a comparar públicamente al ministro de Economía Martín Guzmán con Sacachispas, un club de fútbol de segunda.

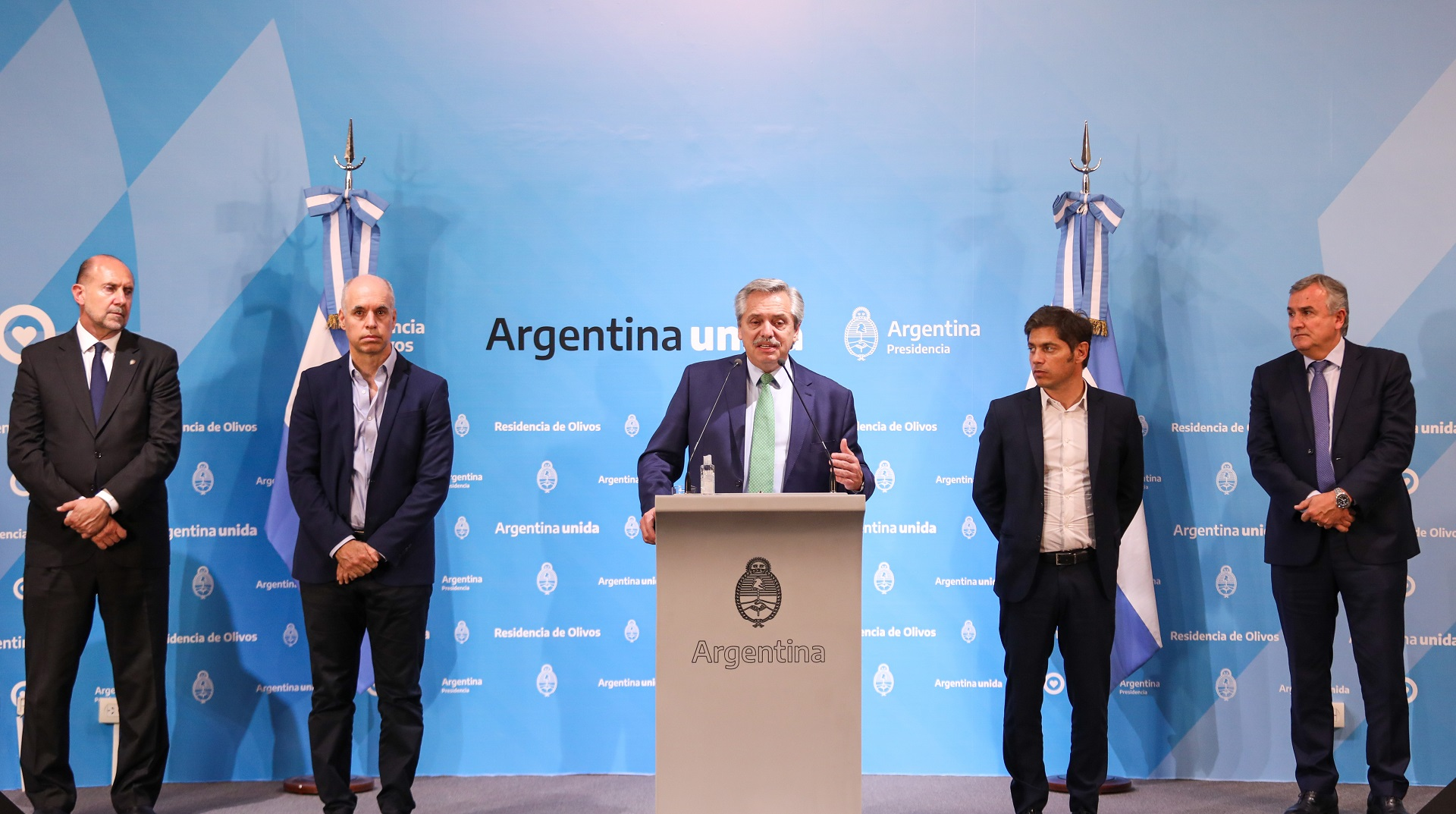
El presidente de la Nación, Alberto Fernández anuncia el Aislamiento Social Preventivo Obligatorio, acompañado de los gobernadores Omar Perotti (Santa Fe), Horacio Rodríguez Larreta (Ciudad de Buenos Aires), Axel Kicillof (provincia de Buenos Aires) y Gerardo Morales (Jujuy).

### Pandemia del COVID-19
Casi inmediatamente se declaró la pandemia del coronavirus. El gobierno de Macri había disuelto el Ministerio de Salud y reducido su presupuesto. El primer día de su mandato Fernández restableció el Ministerio de Salud y declaró la emergencia sanitaria. En marzo, cuando aparecieron los primeros casos en el país, Fernández se reunió con todos los gobernadores de provincia y el jefe de gobierno de la Ciudad de Buenos Aires, para acordar un esquema sanitario coordinado por la Nación y decretó una cuarentena obligatoria en todo el país que comenzó el 20 de marzo, que se flexibilizó a partir de junio, en parte porque las provincias establecieron sus propias políticas sanitarias y en parte porque un sector de la población fue dejando de cumplir las normas sanitarias preventivas, en lo que la prensa denominó una «desobediencia civil de hecho», influida por un considerable movimiento anticuarentena. Inicialmente, durante el tiempo que las medidas sanitarias se cumplían generalizadamente, la tasa de contagios y de muertes fue notablemente menor que en los países comparables de América del Sur y se mantuvo principalmente confinada en el Gran Buenos Aires. A partir de agosto, la tasa de contagio y muertes comenzó a subir, generalizándose en todo el país. Al inicio de septiembre, Argentina mantenía una tasa de mortalidad más baja que sus vecinos comparables, con 213 fallecimientos cada millón de habitantes, un resultado comparativamente mejor que Perú (890), Chile (600), Brasil (590), Bolivia (457), Colombia (410) y Ecuador (377). Sin embargo, Alberto Fernández termina su gestión siendo Argentina el país número 30 con mayor tasa de mortalidad por Coronavirus del mundo, lo que le valió fuertes críticas desde la oposición debido a considerar que tener una cuarentena considerada «extremadamente larga» relativa al mundo no sirvió para evitar que Argentina mantenga números muy por encima del promedio mundial.
El 31 de agosto el gobierno anunció un acuerdo de reestructuración del 99 % de la deuda externa, disminuyendo en 37 700 millones de dólares los pagos a realizar durante una década y reduciendo la tasa de intereses del 7 % al 3.07 %. Teniendo en cuenta dicho ahorro el gobierno informó que el presupuesto 2021 contemplaría un déficit del 4.5 % del PIB.
El 29 de diciembre de 2020, el ministro de Salud, Ginés González García, anunció el inicio de la campaña de vacunación contra el Covid-19 gracias a la llegada de un lote con 300 000 vacunas de la marca «Sputnik V», del centro nacional de investigación de epidemiología y microbiología gamaleya, proveniente de Rusia.

### Más crisis
El 14 de noviembre de 2021, el Frente de Todos gobernante perdió su mayoría de bancas en el Congreso, siendo la primera vez que el peronismo pasa a estar en minoría parlamentaria en casi 40 años, tras los resultados de las elecciones legislativas de Argentina de 2021. La victoria de la oposición, liderada por Juntos por el Cambio limitó el poder del presidente Fernández durante sus últimos dos años de mandato. Al perder el control del Senado le dificultó realizar nombramientos clave, incluidos los del poder judicial. También lo obligó a negociar con la oposición cada iniciativa que envía al legislativo.
El 15 de marzo de 2022, el presidente Alberto Fernández, durante la inauguración de la renovación de la estación Tortugitas de la línea del ferrocarril Belgrano Norte, en Malvinas Argentinas, anunció que el viernes 18 de marzo empezaría la «guerra contra la inflación en la Argentina», con contexto de que la guerra de Ucrania había disparado los precios de los alimentos y afectado la economía mundial. Sin embargo la inflación no se redujo, ya que la inflación interanual pasó de 52.3 % en febrero, a 64 % en junio.
El 2 de julio, el ministro de economía, Martín Guzmán, con la inflación en aumento y una creciente crisis interna en el gobierno, renunciaría a su cargo, debido a que no pudo hacer un acuerdo con el presidente Fernández para subir tarifas, bajar la inflación y el déficit fiscal, y pérdida de confianza con el crédito público. Fue reemplazado por Silvina Batakis el 4 de julio. La renuncia de Guzmán tuvo un fuerte impacto en el mercado financiero, donde el peso tuvo una devaluación, en sus distintos tipos de cambio, provocando que la inflación mensual aumente a 7.4%, la más alta en veinte años, alcanzando el 71% interanual.
La ministra Batakis renunciaría 24 días después de asumir, siendo reemplazada por Sergio Massa, haciendo una reestructuración del Ministerio de Desarrollo Productivo y del Ministerio de Agricultura, Ganadería y Pesca, hasta entonces a cargo de Daniel Scioli y Julián Domínguez, que fueron degradadas a secretarías y puestas bajo la órbita del Ministerio de Economía.  Esta suerte de fusión de tres ministerios le valió el apodo de «superministro» por parte de los medios de comunicación. Asumió formalmente como ministro el 3 de agosto.
El 11 de noviembre, el ministro Sergio Massa, lanzó el programa «Precios Justos» (en realidad, se renombró el programa «Precios Cuidados»), con el objetivo de controlar la inflación, mediante el congelamiento de precios de más de 1700 productos, de los que no podían tener aumentos mensuales mayores a 4%, además de advertir que las empresas que no se adhieran al programa, iban a «perder mercado porque los argentinos van a elegir pagar precios que sepan de sus productos». El programa originalmente se extendería desde noviembre hasta febrero de 2023, pero debido al aumento de la inflación, se decidió extenderlo hasta el final de su mandato.

### Intento de magnicidio contra Cristina Kirchner
El 1 de septiembre, a las 20:49 (UTC-3), Cristina Fernández de Kirchner llegó a su domicilio luego de presidir una sesión en el Senado de la Nación. Fernández se encontraba saludando a sus seguidores y firmando ejemplares de su libro Sinceramente en el exterior de su domicilio, cuando, a las 20:52, Fernando André Sabag Montiel apuntó una pistola marca Bersa del calibre 7.65mm a la cabeza de la mandataria. Montiel accionó dos veces el gatillo pero ninguno de los cinco cartuchos útiles dispuestos del cargador estaba en la cámara de la misma. El arma tiene el número de serie dañado. Según señaló en sede judicial, la vicepresidenta no se percató del atentado hasta que regresó a su domicilio. Durante los hechos y posteriormente, los simpatizantes de la vicepresidenta continuaron en el lugar de los hechos entonando cánticos en su respaldo.

## Fin del periodo
La elección presidencial de 2023 se presentó como una «elección de tres tercios», con tres candidatos principales a la Presidencia: Sergio Massa, candidato oficialista de Unión por la Patria; Patricia Bullrich, candidata de Juntos por el Cambio; Javier Milei, de La Libertad Avanza. Otros dos candidatos con menores posibilidades fueron Juan Schiaretti, de Hacemos por Córdoba y Myriam Bregman, del Frente de Izquierda. La campaña electoral se destacó por el auge de fake news y conspiraciones entre los espacios políticos. Juntos por el Cambio acusó a La Libertad Avanza de ser un invento para dividir al «voto antiperonista», y ser funcional al ellos «("Milei es Massa")». En cambio, desde Unión por la Patria se acusó a Mauricio Macri de haber financiado la campaña de Milei y hacer pactos con él «("Milei es Macri")». En paralelo, desde La Libertad Avanza se afirmaba que Juntos por el Cambio y Unión por la Patria eran equivalentes, «("la casta política")», concentrando la crítica sobre Patricia Bullrich, haciendo foco en su pasado guerrillero como integrante de Montoneros, acusándola de «terrorista que ponía bombas en jardines de infantes».
Las elecciones presidenciales de 2023 necesitaron dos vueltas (balotaje), por segunda vez en la historia argentina. La primera vuelta se realizó el 22 de octubre, resultado primero el peronista Sergio Massa (36.6 %) por el oficialista Unión por la Patria, segundo el libertario Javier Milei (29.99 %) por La Libertad Avanza y tercera Patricia Bullrich (23.8 %), por la alianza Juntos por el Cambio (PRO-Unión Cívica Radical-Coalición Cívica ARI).
La segunda vuelta electoral, celebrada el 19 de noviembre, concluyó con una victoria de Milei con el 55.65 % de los votos, sobre Massa, con un 44.35 % de los votos. La vicepresidenta electa fue Victoria Villarruel, del Partido Demócrata. La victoria de Milei significó el inicio de un gobierno «Liberal-Libertario» anarco-capitalista, el primero en la historia mundial.
Por su parte, el presidente saliente Alberto Fernández terminó su mandato con elevados índices de desaprobación a su gestión e imagen negativa (alrededor del 80 %), y su presidencia ha sido considerada, tanto de sectores dentro del peronismo como ajenos, como una de las peores desde la recuperación de la democracia en 1983, sin perjuicio de lo cual, el oficialismo, representado por el ministro de Economía de Fernández, Sergio Massa, resultó la fuerza más votada en primera vuelta y obtuvo un apoyo popular del 44 % en segunda vuelta.